# Pshapi
Pshapi (en georgiano: ფშაფი; en abjasio: Ԥшьаԥ, romanizado: Pshap; en armenio: Փշափ, romanizado: Pshap) es un pueblo que pertenece a la parcialmente reconocida República de Abjasia, parte del distrito de Gulripshi, aunque de iure pertenece al municipio de Gulripshi de la República Autónoma de Abjasia de Georgia.

## Toponimia
El nombre del pueblo proviene del armenio, en el que Pshap (en armenio: Փշափ) significa espina.

## Geografía
Pshapi está en la costa del mar Negro, a 8 km al sureste de Gulripshi. Limita con Machara y Merjeuli en el noroeste y Gulripshi en el noreste; en el sur están Babushara y Dranda. Las aldeas de Meore Bagazhiasta, Parnauti y Pirveli Bagazhiasta están bajo la administración del pueblo.

## Historia
Las primeras familias armenias llegaron a la actual Pshapi alrededor de 1930 desde territorios colindantes con Abjasia. Más tarde también se mudaron aquí georgianos. Los residentes cultivaban tabaco, maíz, té, verduras, cítricos y flores de jardín. También criaban ganado y fabricaban seda. En el pueblo se construyeron una escuela primaria armenia (hasta el octavo grado) y una casa de cultura municipal.
Tras la guerra de Abjasia (1992-1993), la mayoría de la población georgiana abandonó el pueblo y llegaron numerosos abjasios y otros armenios.

## Demografía
La evolución demográfica de Pshapi entre 1959 y 2011 fue la siguiente:
| 515                                                 | 1038 | 2582 |
| (Fuente: Population of Abkhazia since Soviet times) |      |      |

La población ha aumentado enormemente tras la guerra, uno de los pocos casos de aumento de población en Abjasia. En el pasado la mayoría de la población era georgiana y armenios, pero en la actualidad la gran mayoría son armenios (con una minoría de abjasios). 
|              | 2011      | 2011       |
| Grupo étnico | Población | Porcentaje |
| ------------ | --------- | ---------- |
| Georgianos   | 21        | 0,8%       |
| Abjasios     | 209       | 8,1%       |
| Rusos        | 26        | 1%         |
| Ucranianos   | 4         | 0,2%       |
| Armenios     | 2305      | 89,3%      |
| Griegos      | 10        | 0,4%       |
| Total        | 2582      | 100%       |

## Infraestructura

### Transporte
La carretera que conecta Sujumi con Georgia atraviesa el pueblo y también hay una estación de tren.

## Personas ilustres
- Eldar Kurtanidze (1972): deportista olímpico georgiano que compitió en lucha libre y consiguiendo dos medallas de bronce.